# Élections municipales de 2013 dans La Vallée-de-la-Gatineau
 (juillet 2025).
Si vous disposez d'ouvrages ou d'articles de référence ou si vous connaissez des sites web de qualité traitant du thème abordé ici, merci de compléter l'article en donnant les références utiles à sa vérifiabilité et en les liant à la section « Notes et références ».
Pour un article plus général, voir Élections municipales de 2013 en Outaouais.
Cet article concerne les élections municipales de 2013 en Outaouais dans la municipalité régionale de comté dans La Vallée-de-la-Gatineau.

## Aumond
| Candidats pour la mairie       | Vote | %     |
| ------------------------------ | ---- | ----- |
| Denis Charron (Sortant)        | 220  | 45,45 |
| Mario Langevin                 | 199  | 41,12 |
| Jean-Pierre Lefebvre           | 33   | 6,82  |
| Serge Gagné                    | 32   | 6,61  |
| Taux de participation : 69,9 % |      |       |

| Candidats conseiller #1     | Vote | %     |
| --------------------------- | ---- | ----- |
| Alphée Moreau               | 241  | 50,52 |
| Christina Savard (Sortante) | 175  | 36,69 |
| Dorcy Lacroix               | 61   | 12,79 |

| Candidats conseiller #2 | Vote | %     |
| ----------------------- | ---- | ----- |
| Michel Robitaille       | 241  | 50,63 |
| Mylène Emard            | 235  | 49,37 |

| Candidats conseiller #3  | Vote | %     |
| ------------------------ | ---- | ----- |
| Alexandre Lafrenière     | 191  | 40,38 |
| André L'Écuyer (Sortant) | 178  | 37,63 |
| Aline Lafond             | 104  | 21,99 |

| Candidats conseiller #4 | Vote            | %               |
| ----------------------- | --------------- | --------------- |
| Robert Piché            | Sans opposition | Sans opposition |

| Candidats conseiller #5               | Vote | %     |
| ------------------------------------- | ---- | ----- |
| Dorothy Darby St-Marseille (Sortante) | 263  | 55,25 |
| Susan O'Donnell                       | 213  | 44,75 |

| Candidats conseiller #6 | Vote | %     |
| ----------------------- | ---- | ----- |
| Jean Giasson            | 187  | 39,29 |
| Zoée St-Amand           | 185  | 38,87 |
| Richard Gauthier        | 104  | 21,85 |

## Blue Sea
| Candidats pour la mairie       | Vote | %     |
| ------------------------------ | ---- | ----- |
| Laurent Fortin (Sortant)       | 253  | 50,50 |
| Paul Rondeau                   | 248  | 49,50 |
| Taux de participation : 62,5 % |      |       |

| Candidats conseiller #1 | Vote | %     |
| ----------------------- | ---- | ----- |
| Michael Simard          | 288  | 57,60 |
| Hervé Courchesne        | 132  | 26,40 |
| Jean-Marc Potvin        | 80   | 16,00 |

| Candidats conseiller #2    | Vote            | %               |
| -------------------------- | --------------- | --------------- |
| Pierre Normandin (Sortant) | Sans opposition | Sans opposition |

| Candidats conseiller #3 | Vote | %     |
| ----------------------- | ---- | ----- |
| Marc Lacroix            | 324  | 65,72 |
| Sylvie Garneau          | 169  | 34,28 |

| Candidats conseiller #4      | Vote | %     |
| ---------------------------- | ---- | ----- |
| Christian Gauthier (Sortant) | 324  | 64,93 |
| Benoit Lacaille              | 175  | 35,07 |

| Candidats conseiller #5     | Vote            | %               |
| --------------------------- | --------------- | --------------- |
| Isabelle Clément (Sortante) | Sans opposition | Sans opposition |

| Candidats conseiller #6  | Vote | %     |
| ------------------------ | ---- | ----- |
| Fernand Gagnon (Sortant) | 295  | 59,36 |
| Charles Lacaille         | 202  | 40,64 |

## Bois-Franc
| Candidats pour la mairie       | Vote | %     |
| ------------------------------ | ---- | ----- |
| Julie Jolivette                | 154  | 67,25 |
| Jean-Paul Cossette             | 75   | 32,75 |
| Taux de participation : 67,9 % |      |       |

| Candidats conseiller #1 | Vote            | %               |
| ----------------------- | --------------- | --------------- |
| Alain Patry             | Sans opposition | Sans opposition |

| Candidats conseiller #2     | Vote            | %               |
| --------------------------- | --------------- | --------------- |
| Marcel Lafontaine (Sortant) | Sans opposition | Sans opposition |

| Candidats conseiller #3 | Vote            | %               |
| ----------------------- | --------------- | --------------- |
| Conrad Hubert (Sortant) | Sans opposition | Sans opposition |

| Candidats conseiller #4     | Vote            | %               |
| --------------------------- | --------------- | --------------- |
| Michelle Payette (Sortante) | Sans opposition | Sans opposition |

| Candidats conseiller #5       | Vote            | %               |
| ----------------------------- | --------------- | --------------- |
| Philippe St-Jacques (Sortant) | Sans opposition | Sans opposition |

| Candidats conseiller #6 | Vote | %     |
| ----------------------- | ---- | ----- |
| Roger Pilon             | 141  | 62,95 |
| Gilles Renaud           | 83   | 37,05 |

## Bouchette
| Candidats pour la mairie       | Vote | %     |
| ------------------------------ | ---- | ----- |
| Réjean Major (Sortant)         | 345  | 65,84 |
| J.O. André Patry               | 179  | 34,16 |
| Taux de participation : 66,1 % |      |       |

| Candidats conseiller #1 | Vote            | %               |
| ----------------------- | --------------- | --------------- |
| Luc Larivière           | Sans opposition | Sans opposition |

| Candidats conseiller #2     | Vote | %     |
| --------------------------- | ---- | ----- |
| Steve Lefebvre              | 364  | 71,79 |
| Michelyne Bélair (Sortante) | 143  | 28,21 |

| Candidats conseiller #3  | Vote            | %               |
| ------------------------ | --------------- | --------------- |
| Yvon Pelletier (Sortant) | Sans opposition | Sans opposition |

| Candidats conseiller #4 | Vote            | %               |
| ----------------------- | --------------- | --------------- |
| Karo Poirier (Sortant)  | Sans opposition | Sans opposition |

| Candidats conseiller #5  | Vote | %     |
| ------------------------ | ---- | ----- |
| Gaston Lacroix (Sortant) | 318  | 63,60 |
| Mélanie Huet             | 182  | 36,40 |

| Candidats conseiller #6 | Vote | %     |
| ----------------------- | ---- | ----- |
| Pierre Parisien         | 289  | 56,45 |
| Denis Lacroix (Sortant) | 223  | 43,55 |

## Cayamant
| Candidats pour la mairie       | Vote | %     |
| ------------------------------ | ---- | ----- |
| Chantal Lamarche               | 317  | 55,03 |
| Fernand Paquette               | 259  | 44,97 |
| Taux de participation : 61,8 % |      |       |

| Candidats conseiller #1 | Vote | %     |
| ----------------------- | ---- | ----- |
| Raymond Blais           | 429  | 75,66 |
| Bernard Paquette        | 138  | 24,34 |

| Candidats conseiller #2 | Vote | %     |
| ----------------------- | ---- | ----- |
| Robert Gaudette         | 200  | 35,15 |
| Sacha Matthews          | 189  | 33,22 |
| Jean Roy                | 180  | 31,63 |

| Candidats conseiller #3 | Vote | %     |
| ----------------------- | ---- | ----- |
| Nicolas Malette         | 330  | 58,00 |
| Carl L'Ecuyer           | 239  | 42,00 |

| Candidats conseiller #4     | Vote | %     |
| --------------------------- | ---- | ----- |
| Lise Crêtes                 | 229  | 40,18 |
| Richard Sylvestre (Sortant) | 206  | 36,14 |
| Suzanne Labelle-Lamarche    | 135  | 23,68 |

| Candidats conseiller #5    | Vote            | %               |
| -------------------------- | --------------- | --------------- |
| Philippe Labelle (Sortant) | Sans opposition | Sans opposition |

| Candidats conseiller #6       | Vote            | %               |
| ----------------------------- | --------------- | --------------- |
| Darquise Vallières (Sortante) | Sans opposition | Sans opposition |

## Denholm
| Candidats pour la mairie       | Vote | %     |
| ------------------------------ | ---- | ----- |
| Gaétan Guindon                 | 248  | 75,38 |
| Pierre Nelson Renaud (Sortant) | 81   | 24,62 |
| Taux de participation : 48,0 % |      |       |

| Candidats conseiller #1 | Vote | %     |
| ----------------------- | ---- | ----- |
| Marie Gagnon            | 245  | 76,56 |
| Jean Renaud             | 75   | 23,44 |

| Candidats conseiller #2 | Vote | %     |
| ----------------------- | ---- | ----- |
| Sylvie Lagacé           | 147  | 46,37 |
| Diane Hamel             | 95   | 29,97 |
| Paulette Lemieux        | 75   | 23,66 |

| Candidats conseiller #3 | Vote | %     |
| ----------------------- | ---- | ----- |
| Roger Chénier           | 210  | 66,25 |
| Ginette Sylvestre       | 107  | 33,75 |

| Candidats conseiller #4   | Vote | %     |
| ------------------------- | ---- | ----- |
| Richard Poirier (Sortant) | 126  | 39,87 |
| Denis Poitras             | 116  | 36,71 |
| Mario Gilbert Turpin      | 74   | 23,42 |

| Candidats conseiller #5 | Vote | %     |
| ----------------------- | ---- | ----- |
| Annick Gagnon           | 248  | 77,26 |
| Mario Martineau         | 73   | 22,74 |

| Candidats conseiller #6    | Vote | %     |
| -------------------------- | ---- | ----- |
| Danielle Cillis (Sortante) | 226  | 71,29 |
| Miguel Primeau             | 91   | 28,71 |

## Déléage
| Candidats pour la mairie       | Vote | %     |
| ------------------------------ | ---- | ----- |
| Bernard Cayen                  | 369  | 41,46 |
| Raymond Morin                  | 341  | 38,31 |
| Denis Aubé                     | 97   | 10,90 |
| Gaston Morin                   | 83   | 9,33  |
| Taux de participation : 54,4 % |      |       |

| Candidats conseiller #1 | Vote            | %               |
| ----------------------- | --------------- | --------------- |
| Hugo Morin (Sortant)    | Sans opposition | Sans opposition |

| Candidats conseiller #2 | Vote | %     |
| ----------------------- | ---- | ----- |
| Gilles Jolivette        | 331  | 38,27 |
| Fernand Brousseau       | 297  | 34,34 |
| Éric Gauthier           | 237  | 27,40 |

| Candidats conseiller #3 | Vote | %     |
| ----------------------- | ---- | ----- |
| Denis Brazeau           | 541  | 63,13 |
| François Tremblay       | 316  | 36,87 |

| Candidats conseiller #4   | Vote            | %               |
| ------------------------- | --------------- | --------------- |
| Diane Marenger (Sortante) | Sans opposition | Sans opposition |

| Candidats conseiller #5 | Vote | %     |
| ----------------------- | ---- | ----- |
| Michel Guy (Sortant)    | 471  | 55,22 |
| Christine Morin         | 382  | 44,78 |

| Candidats conseiller #6 | Vote            | %               |
| ----------------------- | --------------- | --------------- |
| Madeleine Aumond        | Sans opposition | Sans opposition |

## Egan-Sud
| Candidats pour la mairie | Vote            | %               |
| ------------------------ | --------------- | --------------- |
| Neil Gagnon (Sortant)    | Sans opposition | Sans opposition |

| Candidats conseiller #1 | Vote            | %               |
| ----------------------- | --------------- | --------------- |
| Patrick Feeny           | Sans opposition | Sans opposition |

| Candidats conseiller #2     | Vote            | %               |
| --------------------------- | --------------- | --------------- |
| Ronald Bernatchez (Sortant) | Sans opposition | Sans opposition |

| Candidats conseiller #3  | Vote            | %               |
| ------------------------ | --------------- | --------------- |
| Pierre Laramée (Sortant) | Sans opposition | Sans opposition |

| Candidats conseiller #4 | Vote            | %               |
| ----------------------- | --------------- | --------------- |
| Jeannot Emond (Sortant) | Sans opposition | Sans opposition |

| Candidats conseiller #5    | Vote            | %               |
| -------------------------- | --------------- | --------------- |
| Jean-René Martin (Sortant) | Sans opposition | Sans opposition |

| Candidats conseiller #6 | Vote            | %               |
| ----------------------- | --------------- | --------------- |
| Yvan St-Amour (Sortant) | Sans opposition | Sans opposition |

## Gracefield
| Candidats pour la mairie       | Vote | %     |
| ------------------------------ | ---- | ----- |
| Joanne Poulin                  | 742  | 53,23 |
| Réal Rochon (Sortant)          | 652  | 46,77 |
| Taux de participation : 53,4 % |      |       |

| Candidats conseiller #1 | Vote  | %     |
| ----------------------- | ----- | ----- |
| Claude Gauthier         | 1 075 | 77,45 |
| Christian Petrin        | 313   | 22,55 |

| Candidats conseiller #2 | Vote | %     |
| ----------------------- | ---- | ----- |
| Alain Labelle           | 661  | 48,04 |
| Eric Ethier (Sortant)   | 419  | 30,45 |
| Lucien Léveillée        | 296  | 21,51 |

| Candidats conseiller #3     | Vote            | %               |
| --------------------------- | --------------- | --------------- |
| Jocelyne Johnson (Sortante) | Sans opposition | Sans opposition |

| Candidats conseiller #4     | Vote  | %     |
| --------------------------- | ----- | ----- |
| Michael Gainsford (Sortant) | 1 015 | 73,76 |
| Jacques Chantigny           | 361   | 26,24 |

| Candidats conseiller #5 | Vote | %     |
| ----------------------- | ---- | ----- |
| Bernard Caron (Sortant) | 834  | 61,05 |
| Aurele Martin           | 532  | 38,95 |

| Candidats conseiller #6 | Vote            | %               |
| ----------------------- | --------------- | --------------- |
| Claude Blais (Sortant)  | Sans opposition | Sans opposition |

## Grand-Remous
| Candidats pour la mairie       | Vote | %     |
| ------------------------------ | ---- | ----- |
| Gérard Coulombe                | 466  | 77,80 |
| Roland Dorion                  | 133  | 22,20 |
| Taux de participation : 58,3 % |      |       |

| Candidats conseiller #1      | Vote | %     |
| ---------------------------- | ---- | ----- |
| Johanne Bonenfant (Sortante) | 457  | 76,94 |
| Jean-Pierre Chalifoux        | 137  | 23,06 |

| Candidats conseiller #2     | Vote            | %               |
| --------------------------- | --------------- | --------------- |
| Martine Coulombe (Sortante) | Sans opposition | Sans opposition |

| Candidats conseiller #3      | Vote | %     |
| ---------------------------- | ---- | ----- |
| Patrick Courville            | 425  | 70,25 |
| Ginette Lamoureux (Sortante) | 180  | 29,75 |

| Candidats conseiller #4 | Vote            | %               |
| ----------------------- | --------------- | --------------- |
| John Rodgers (Sortant)  | Sans opposition | Sans opposition |

| Candidats conseiller #5 | Vote | %     |
| ----------------------- | ---- | ----- |
| Jocelyne Lyrette        | 485  | 81,10 |
| Madeleine Villeneuve    | 113  | 18,90 |

| Candidats conseiller #6 | Vote | %     |
| ----------------------- | ---- | ----- |
| Eric Bélanger           | 510  | 87,03 |
| Gaston Guindon          | 76   | 12,97 |

## Kazabazua
| Candidats pour la mairie       | Vote | %     |
| ------------------------------ | ---- | ----- |
| Ota Hora (Sortant)             | 222  | 50,23 |
| Robert Bergeron                | 207  | 46,83 |
| Paul Liberty                   | 13   | 2,94  |
| Taux de participation : 48,0 % |      |       |

| Candidats conseiller #1 | Vote | %     |
| ----------------------- | ---- | ----- |
| Michel Collin           | 197  | 45,39 |
| Tracey Smith            | 155  | 35,71 |
| Cecil Crites            | 82   | 18,89 |

| Candidats conseiller #2      | Vote | %     |
| ---------------------------- | ---- | ----- |
| Pamela Lachapelle (Sortante) | 274  | 63,28 |
| Florimond Latourelle         | 159  | 36,72 |

| Candidats conseiller #3 | Vote | %     |
| ----------------------- | ---- | ----- |
| Sandra Lacharity        | 351  | 80,50 |
| Denis Bélair (Sortant)  | 85   | 19,50 |

| Candidats conseiller #4   | Vote | %     |
| ------------------------- | ---- | ----- |
| Kevin Molyneaux (Sortant) | 290  | 66,82 |
| Ginette Emond             | 144  | 33,18 |

| Candidats conseiller #5    | Vote | %     |
| -------------------------- | ---- | ----- |
| Tanya Gabie                | 355  | 81,42 |
| Ronald Marengère (Sortant) | 81   | 18,58 |

| Candidats conseiller #6 | Vote | %     |
| ----------------------- | ---- | ----- |
| Kimberley Cuddihey      | 207  | 47,92 |
| Anik Grondin-Cousineau  | 114  | 26,39 |
| Michel Régimbald        | 111  | 25,69 |

## Lac-Sainte-Marie
| Candidats pour la mairie       | Vote | %     |
| ------------------------------ | ---- | ----- |
| Gary Lachapelle (Sortant)      | 297  | 58,70 |
| Stanley Christensen            | 209  | 41,30 |
| Taux de participation : 64,4 % |      |       |

| Candidats conseiller #1        | Vote            | %               |
| ------------------------------ | --------------- | --------------- |
| Pauline Aimée Sauvé (Sortante) | Sans opposition | Sans opposition |

| Candidats conseiller #2 | Vote | %     |
| ----------------------- | ---- | ----- |
| Gilles Labelle          | 295  | 58,65 |
| Louise Thérien-Hummell  | 208  | 41,35 |

| Candidats conseiller #3  | Vote | %     |
| ------------------------ | ---- | ----- |
| Denise Soucy             | 300  | 60,73 |
| Pierre Gauthier          | 162  | 32,79 |
| Pierre Leblanc (Sortant) | 32   | 6,48  |

| Candidats conseiller #4         | Vote | %     |
| ------------------------------- | ---- | ----- |
| Françoise Lafrenière (Sortante) | 326  | 66,67 |
| Gaston Lachapelle               | 163  | 33,33 |

| Candidats conseiller #5 | Vote            | %               |
| ----------------------- | --------------- | --------------- |
| François Lafrenière     | Sans opposition | Sans opposition |

| Candidats conseiller #6 | Vote | %     |
| ----------------------- | ---- | ----- |
| Réjean Hardy            | 281  | 56,65 |
| Derek Dubeau (Sortant)  | 215  | 43,35 |

## Low
| Candidats pour la mairie  | Vote            | %               |
| ------------------------- | --------------- | --------------- |
| Morris O'Connor (Sortant) | Sans opposition | Sans opposition |

| Candidats conseiller #1 | Vote | %     |
| ----------------------- | ---- | ----- |
| Joanne Mayer            | 213  | 50,35 |
| Ian Storto              | 108  | 25,53 |
| Ghyslain Robert         | 69   | 16,31 |
| Julie Cameron           | 33   | 7,80  |

| Candidats conseiller #2 | Vote | %     |
| ----------------------- | ---- | ----- |
| Lynn Visentin           | 241  | 57,38 |
| Albert Kealey (Sortant) | 179  | 42,62 |

| Candidats conseiller #3    | Vote | %     |
| -------------------------- | ---- | ----- |
| Amanda St. Jean (Sortante) | 256  | 61,99 |
| Lovie Carroll              | 157  | 38,01 |

| Candidats conseiller #4 | Vote | %     |
| ----------------------- | ---- | ----- |
| Michele Logue Wakeling  | 244  | 58,10 |
| Maureen Rice (Sortante) | 176  | 41,90 |

| Candidats conseiller #5 | Vote | %     |
| ----------------------- | ---- | ----- |
| Christopher Brownrigg   | 215  | 51,81 |
| Paul Rockwell           | 200  | 48,19 |

| Candidats conseiller #6  | Vote            | %               |
| ------------------------ | --------------- | --------------- |
| Charles Kealey (Sortant) | Sans opposition | Sans opposition |

## Maniwaki
| Candidats pour la mairie       | Vote | %     |
| ------------------------------ | ---- | ----- |
| Robert Coulombe (Sortant)      | 868  | 47,46 |
| Maurice Richard                | 539  | 29,47 |
| Henri Côté                     | 422  | 23,07 |
| Taux de participation : 47,6 % |      |       |

| Candidats conseiller #1   | Vote | %     |
| ------------------------- | ---- | ----- |
| Jacques Cadieux (Sortant) | 294  | 74,81 |
| Luc Guy                   | 99   | 25,19 |

| Candidats conseiller #2    | Vote | %     |
| -------------------------- | ---- | ----- |
| Francine Fortin            | 106  | 57,92 |
| Bruno Robitaille (Sortant) | 77   | 42,08 |

| Candidats conseiller #3    | Vote | %     |
| -------------------------- | ---- | ----- |
| Estelle Labelle (Sortante) | 160  | 55,75 |
| Yves Langevin              | 127  | 44,25 |

| Candidats conseiller #4      | Vote | %     |
| ---------------------------- | ---- | ----- |
| Michel Lyrette               | 186  | 50,41 |
| Louis-André Hubert (Sortant) | 183  | 49,59 |

| Candidats conseiller #5       | Vote            | %               |
| ----------------------------- | --------------- | --------------- |
| Charlotte Thibault (Sortante) | Sans opposition | Sans opposition |

| Candidats conseiller #6 | Vote | %     |
| ----------------------- | ---- | ----- |
| Remi Fortin (Sortant)   | 218  | 54,36 |
| Sonny Constantineau     | 183  | 45,64 |

## Messines
| Candidats pour la mairie | Vote            | %               |
| ------------------------ | --------------- | --------------- |
| Ronald Cross (Sortant)   | Sans opposition | Sans opposition |

| Candidats conseiller #1     | Vote            | %               |
| --------------------------- | --------------- | --------------- |
| Marcel St-Jacques (Sortant) | Sans opposition | Sans opposition |

| Candidats conseiller #2   | Vote            | %               |
| ------------------------- | --------------- | --------------- |
| Charles Rondeau (Sortant) | Sans opposition | Sans opposition |

| Candidats conseiller #3 | Vote            | %               |
| ----------------------- | --------------- | --------------- |
| Éric Galipeau (Sortant) | Sans opposition | Sans opposition |

| Candidats conseiller #4 | Vote            | %               |
| ----------------------- | --------------- | --------------- |
| Denis Bonhomme          | Sans opposition | Sans opposition |

| Candidats conseiller #5 | Vote            | %               |
| ----------------------- | --------------- | --------------- |
| Denis Quenneville       | Sans opposition | Sans opposition |

| Candidats conseiller #6       | Vote            | %               |
| ----------------------------- | --------------- | --------------- |
| Francine Jolivette (Sortante) | Sans opposition | Sans opposition |

## Montcerf-Lytton
| Candidats pour la mairie | Vote            | %               |
| ------------------------ | --------------- | --------------- |
| Alain Fortin (Sortant)   | Sans opposition | Sans opposition |

| Candidats conseiller #1         | Vote            | %               |
| ------------------------------- | --------------- | --------------- |
| Christianne Cloutier (Sortante) | Sans opposition | Sans opposition |

| Candidats conseiller #2   | Vote | %     |
| ------------------------- | ---- | ----- |
| Michel Dénommé            | 214  | 62,94 |
| Réal Lajeunesse (Sortant) | 126  | 37,06 |

| Candidats conseiller #3    | Vote            | %               |
| -------------------------- | --------------- | --------------- |
| Serge Lafontaine (Sortant) | Sans opposition | Sans opposition |

| Candidats conseiller #4     | Vote            | %               |
| --------------------------- | --------------- | --------------- |
| Claude Desjardins (Sortant) | Sans opposition | Sans opposition |

| Candidats conseiller #5 | Vote            | %               |
| ----------------------- | --------------- | --------------- |
| Ward O'Connor (Sortant) | Sans opposition | Sans opposition |

| Candidats conseiller #6 | Vote | %     |
| ----------------------- | ---- | ----- |
| Réjean Lafond           | 165  | 48,10 |
| Yvon Rivet (Sortant)    | 143  | 41,69 |
| Bryan Danis             | 35   | 10,20 |

## Sainte-Thérèse-de-la-Gatineau
| Candidats pour la mairie | Vote            | %               |
| ------------------------ | --------------- | --------------- |
| André Carle              | Sans opposition | Sans opposition |

| Candidats conseiller #1     | Vote            | %               |
| --------------------------- | --------------- | --------------- |
| Martin Lafrenière (Sortant) | Sans opposition | Sans opposition |

| Candidats conseiller #2  | Vote            | %               |
| ------------------------ | --------------- | --------------- |
| Diane Brazeau (Sortante) | Sans opposition | Sans opposition |

| Candidats conseiller #3 | Vote            | %               |
| ----------------------- | --------------- | --------------- |
| Mélanie Renaud          | Sans opposition | Sans opposition |

| Candidats conseiller #4 | Vote | %     |
| ----------------------- | ---- | ----- |
| Nancy Morin             | 162  | 63,78 |
| Michel Dupré            | 92   | 36,22 |

| Candidats conseiller #5 | Vote            | %               |
| ----------------------- | --------------- | --------------- |
| Yves Morin (Sortant)    | Sans opposition | Sans opposition |

| Candidats conseiller #6 | Vote            | %               |
| ----------------------- | --------------- | --------------- |
| Roland Gorman (Sortant) | Sans opposition | Sans opposition |